# Mladen Mladenović
Mladen Mladenović (* 13. září 1964) je bývalý chorvatský fotbalista a reprezentant.

## Reprezentační kariéra
Mladen Mladenović odehrál 19 reprezentačních utkání. S chorvatskou reprezentací se zúčastnil Mistrovství Evropy 1996 v Anglii.

## Statistiky
| Chorvatsko | Chorvatsko | Chorvatsko |
| Roky       | Záp.       | Góly       |
| ---------- | ---------- | ---------- |
| 1990       | 2          | 0          |
| 1991       | 1          | 0          |
| 1992       | 0          | 0          |
| 1993       | 1          | 0          |
| 1994       | 6          | 2          |
| 1995       | 5          | 1          |
| 1996       | 4          | 0          |
| Celkem     | 19         | 3          |